# Cap de Ferrutx
El Cap de Ferrutx és un cap geogràfic situat a l'illa de Mallorca, dins el municipi d'Artà, al Llevant de Mallorca. Representa el punt més septentrional de la Península de Llevant i tanca pel sud-est la Badia d'Alcúdia. Aquest cap és una formació geogràfica destacada de la zona i té una gran importància tant des del punt de vista natural com històric.

## Geografia
El Cap de Ferrutx es caracteritza per una costa abrupta i escarpada que es combina amb un paisatge de muntanya, especialment a l'entorn del Bec de Ferrutx, un cim de 520 metres d'altitud. La zona forma part de la Serra de Llevant, una cadena muntanyosa que travessa la part oriental de l'illa de Mallorca. El Cap de Ferrutx es troba a prop de la localitat de Artà i és un punt clau per al navegant, ja que delimita l'entrada a la Badia d'Alcúdia.

## Origen del nom
El nom de "Ferrutx" prové de l'antiga alqueria islàmica de Beniferrutx o Ferrutx, situada a l'actual Devesa de Ferrutx. Aquesta alqueria formava part del districte musulmà de Yartan i va donar nom a la zona. Alguns autors suggereixen que el topònim prové de l'àrab *farūṭ* (فَرُوط) que significa 'pollastre', probablement en referència a un personatge conegut o a un propietari de l'alqueria de la zona.

## Història
Durant l'època musulmana, la zona va ser un important centre agrícola i comercial dins del districte de Yartan. Amb la conquesta cristiana de Mallorca al segle XIII, la zona va continuar sent important, tot i que amb un paper més limitat en l'àmbit econòmic i estratègic.
El Cap de Ferrutx i els seus voltants també van ser testimoni de diversos esdeveniments històrics relacionats amb la defensa de la costa de Mallorca durant el període modern, incloent-hi l'ús de les seves elevacions com a punts d'observació davant possibles atacs de pirates i invasors.

## Natura i fauna
La zona al voltant del Cap de Ferrutx és un important espai natural, amb una gran biodiversitat, especialment en la fauna marina de la Badia d'Alcúdia. La proximitat del cap a la serra de Llevant crea un hàbitat únic per a diverses espècies d'ocells, especialment aus marines. També és una zona d'interès per als amants de l'escalada i el senderisme, gràcies a les seves formacions rocoses i paisatges espectaculars.

## Accessibilitat
El Cap de Ferrutx és accessible des de diversos punts de la costa de l'est de Mallorca, i es pot arribar-hi fàcilment des de Artà a través de carreteres locals. No obstant això, la zona és principalment de difícil accés a peu, cosa que contribueix a la seva conservació natural.